# Semiothisa quadriseriata
Semiothisa quadriseriata är en fjärilsart som beskrevs av Achille Guenée 1858. Semiothisa quadriseriata ingår i släktet Semiothisa och familjen mätare. Inga underarter finns listade i Catalogue of Life.